# Martin Wörsdörfer

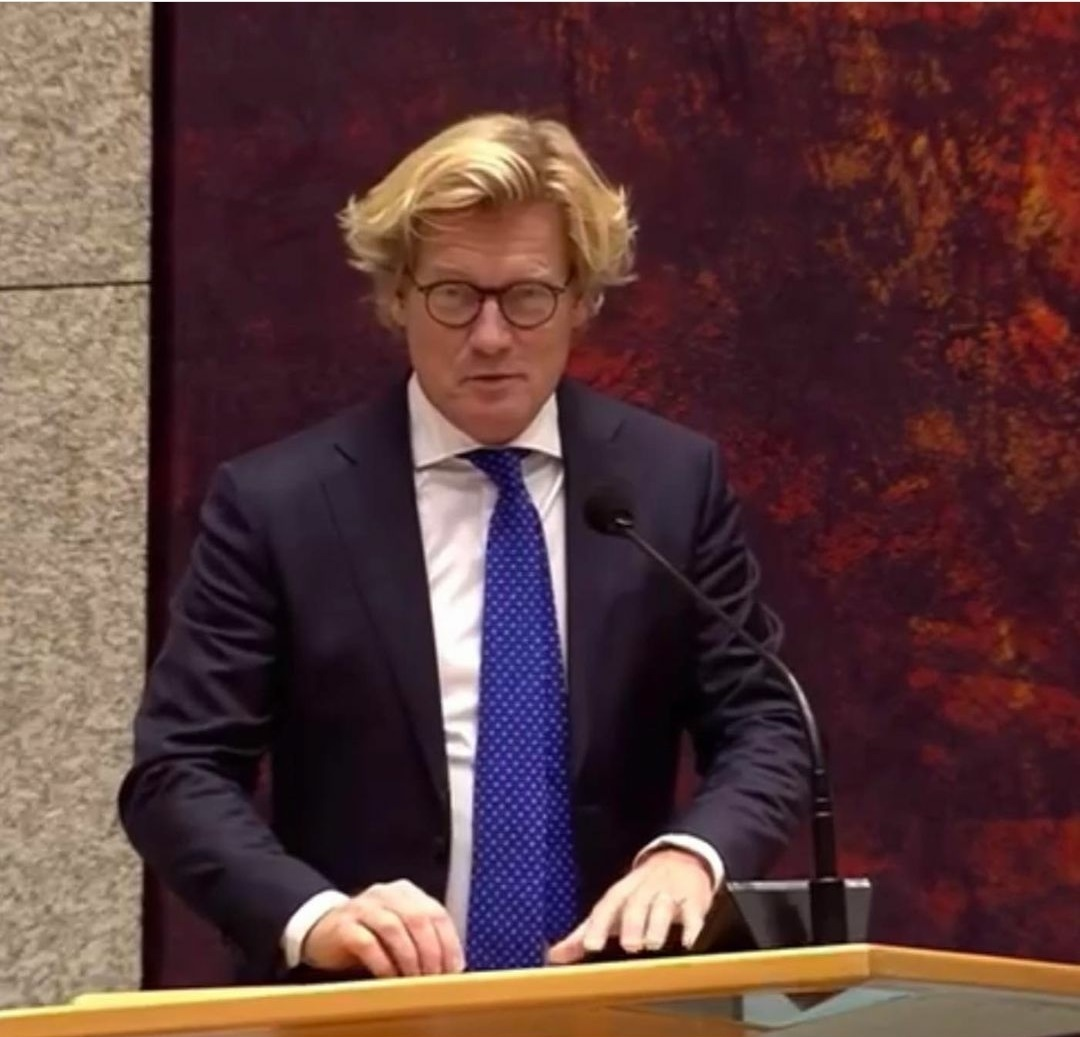
Martin Wörsdörfer

Martin Wörsdörfer (nascido em 1972) é um político holandês. Desde 2017, ele é um MP pelo Partido Popular pela Liberdade e Democracia . Anteriormente, ele foi membro do conselho municipal de Haia por oito anos.